# Mario Trudel
Mario Trudel est un auteur-compositeur-interprète québécois né en 1955 à Granby, au Québec.

## Biographie
Après des études collégiales en musique, il chante dans les bars et les boîtes à chansons entre 1976 et 1986. C'est pendant cette période qu'il publie ses premiers enregistrements sous forme de 45 tours (Ballerine, Fleur sauvage...). Toutefois, il lui faut attendre l'année 1987 pour la parution d'un premier album, intitulé Sans bagage et c'est avec ce disque qu'il connaît ses premiers grands succès radiophoniques, dont les chansons Je t'imagine et Je rêve. Il participe ensuite au Festival de la chanson québécoise à Saint-Malo, en France et remporte au Québec le prix Talcan 1987.
Mario Trudel revient aux premiers rangs des palmarès en 1989 et 1990 avec les chansons Aime-moi, Reviens et surtout Chevaliers enfants dont le vidéoclip, mettant en vedette le jeune acteur Guillaume Lemay-Thivierge, attire l'attention. Il est alors en nomination au gala de l'ADISQ de l'année 1989 à titre d'auteur-compositeur de l'année et il fait face à Gerry Boulet, Paul Piché, Michel Pagliaro ainsi qu'au gagnant, Luc De Larochellière.
En 1991, il lance un dernier album, intitulé En équilibre. Ce disque est publié chez Guy Cloutier et il connaît du succès grâce à la chanson Gardien de tes rêves qui marque, à toutes fins utiles, la fin de la carrière de l'artiste.

## Discographie

### Albums
- 1987 : Sans bagage
- 1989 : Mario Trudel
- 1991 : En équilibre

### Simples
- 1983 : Ballerine / Ça va passer
- 1984 : Fleur sauvage / Le walkman
- 1986 : Un enfant qu'on ignore / Fleur sauvage
- 1987 : Je rêve / Instrumental
- 1987 : Je t'imagine / Instrumental
- 1988 : Tu t'en fous / Instrumental
- 1988 : Quand je danse avec elle / Instrumental
- 1989 : Reine de nuit / Instrumental
- 1989 : Chevaliers enfants / Instrumental
- 1990 : Reviens / Instrumental
- 1990 : Aime-moi / Instrumental
- 1991 : Gardien de tes rêves / J'veux plus rien écrire
- 1992 : Je t'aime pour toujours / Instrumental